# Ignata elana
Ignata elana is een vlinder uit de familie van de Lycaenidae. De wetenschappelijke naam van de soort werd als Thecla elana in 1874 gepubliceerd door William Chapman Hewitson.